# Poids total roulant autorisé
Pour les articles homonymes, voir Poids (homonymie).
Le poids total roulant autorisé (PTRA) est fixé pour chaque véhicule tracteur par l'autorité compétente, en France la Direction régionale de l'Environnement, de l'Aménagement et du Logement (DREAL). Il est défini selon des éléments techniques communiqués par le constructeur lors de la réception du véhicule et il est inscrit sur le certificat d'immatriculation.
Le poids total roulant (PTR) d'un ensemble de véhicules ne doit pas dépasser le PTRA du véhicule tracteur.

## Réglementation

### En France

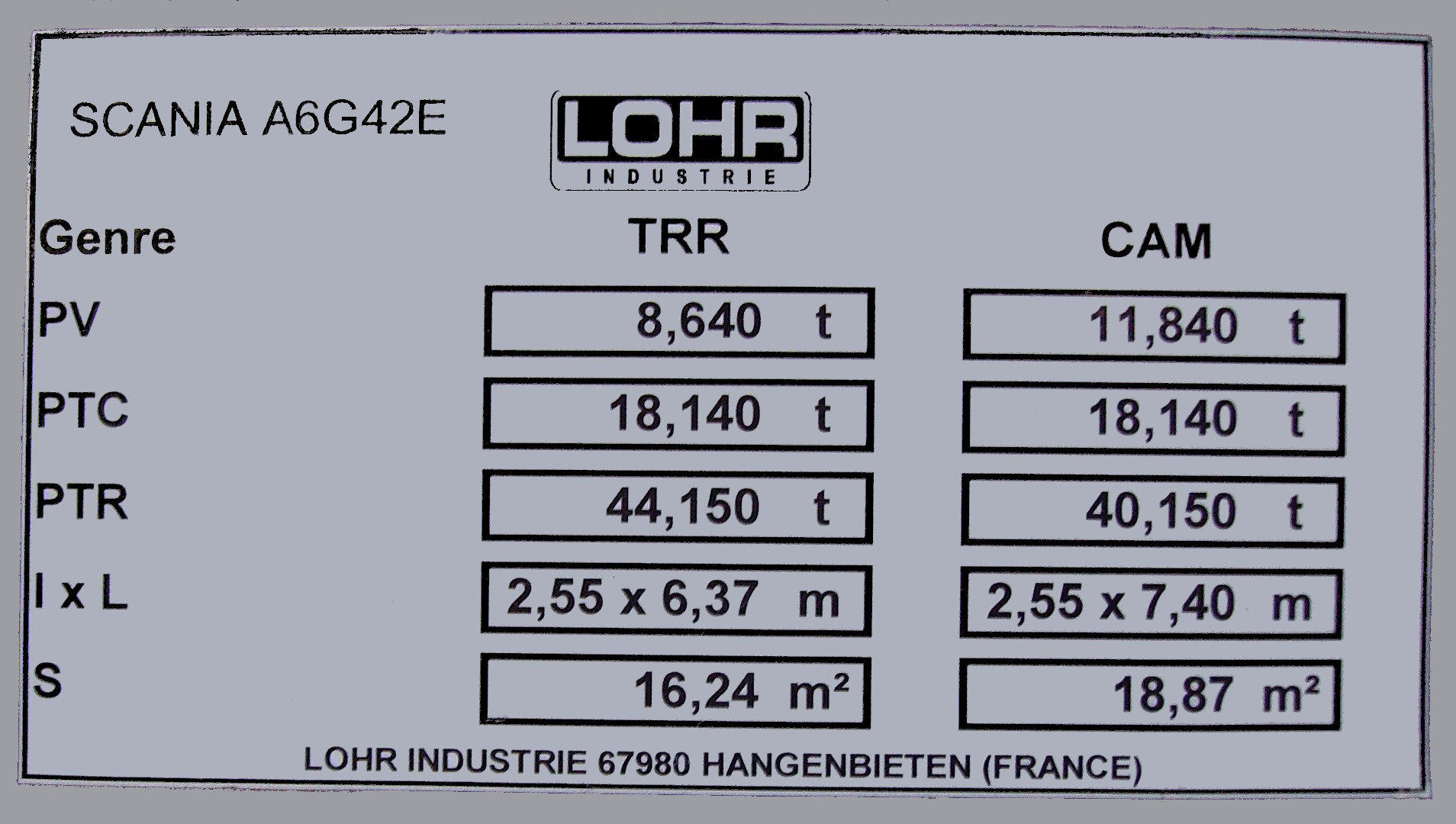
Plaque de tare d'un camion (code « CAM ») immatriculé en France.

L'article R 312-4 II du code de la route prévoit le PTR maximum d'un ensemble de véhicules en fonction du nombre d'essieux :
- 38 tonnes, si l'ensemble considéré ne comporte pas plus de quatre essieux[1], ce qu'on appelle le « PTAC » ;
- 44 tonnes, si l'ensemble considéré comporte plus de 4 essieux [1], ce qu'on appelle le « PTRA ».

Jusqu'au 1er janvier 2012, le PTR maximum était fixé à 40 tonnes. Par dérogation, certains types de transport pouvaient atteindre 44 tonnes comme le transport combiné, le transport de produits agroalimentaires, le transport au départ ou à destination des ports maritimes. Depuis cette date, les ensembles de plus de quatre essieux peuvent circuler jusqu'à 44 tonnes quel que soit le type de marchandises transportées. Ils doivent respecter des conditions spécifiques de poids à l'essieu et au groupe d'essieux et de norme européenne anti-pollution.
La circulation d'un ensemble de véhicules dont le PTR excède la limite réglementaire de 44 tonnes doit faire l'objet d'une autorisation spéciale dans le cadre des transports exceptionnels (article R 433-1 du code de la route) ou du transport de bois ronds(article R 433-9 du code de la route).